# Ptiloglossa rugata
Ptiloglossa rugata là một loài Hymenoptera trong họ Colletidae. Loài này được Moure mô tả khoa học năm 1945.